# 森林城市 (伊利諾伊州)
森林城市（英語：Forest City）是位於美國伊利諾伊州梅森縣的一個村落。

## 地理
森林城市的座標為40°22′12″N 89°49′46″W / 40.37000°N 89.82944°W，而該地最高點為海拔高度150米（即492英尺）。

## 人口
根據2010年美國人口普查的數據，森林城市的面積為1.35平方千米，當中陸地面積為1.35平方千米，而水域面積為0.00平方千米。當地共有人口246人，而人口密度為每平方千米182人。